# Lisianski
Lisianski (auch Liseanskey´s Island, Lassion Island, hawaiisch: Papaʻāpoho) ist eine kleine, unbewohnte Insel im Pazifischen Ozean, die geographisch zu den Nordwestlichen Hawaiʻi-Inseln und politisch zum US-Bundesstaat Hawaii (Hawaiʻi) gehört.

## Geographie
Lisianski ist ein Atoll im Nordwesten des Hawaii-Archipels und die einzige, dauerhaft über den Meeresspiegel hinausragende Erhebung der Neva Shoals, einer 86 Quadratkilometer umfassenden Riffstruktur. Eine Lagune ist nicht mehr erkennbar, aber in der Inselmitte ist eine leichte Senkung, wahrscheinlich der Überrest der einstigen Lagune. Die nächstgelegene Insel ist Laysan, 215 km östlich, die nächste bewohnte Insel ist Kauaʻi, rund 1500 km im Südosten.
Die von Nordost nach Südwest-orientierte Insel hat ungefähr die Gestalt eines langgezogenen Ovals von 2,2 Kilometern Länge und einer maximalen Breite von 0,89 km mit einer Landfläche von 1,48 Quadratkilometern. Mit Ausnahme eines kleinen, felsigen Bereiches im Osten ist Lisianski ringsum von naturbelassenen Stränden aus Korallensand und -trümmern umgeben. In der Nordhälfte befindet sich eine V-förmige, bis zu 12 m hohe Düne, die höchste Erhebung der Insel.:190

## Klima und Klimawandel

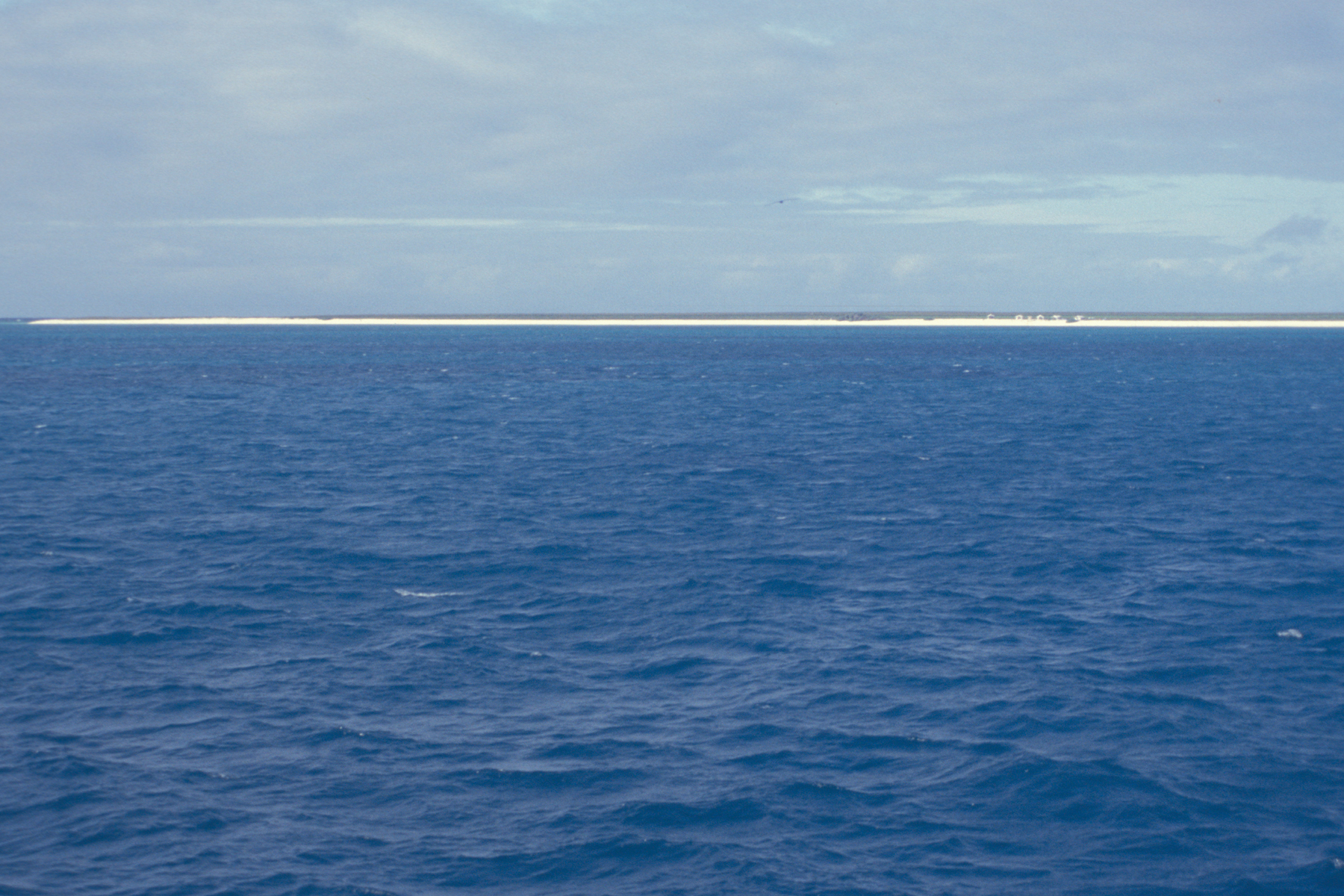
Lisianski; die flache Insel im Profil

Die Insel hat tropisches Seeklima. Die Temperaturunterschiede zwischen den einzelnen Monaten sind eher gering. Das Maximum der Niederschläge liegt in den Monaten Dezember bis Mai, die Monate Juni und Juli sind trockener.:18 Obwohl Lisianski relativ niedrig ist, zeigen die Prognosen, dass die Folgen des Ansteigens des Meeresspiegels infolge des Klimawandels vergleichsweise gering sein werden. Selbst bei einem  ungünstigen Szenario wird mit einem Oberflächenverlust von lediglich 5 Prozent gerechnet, was nur geringe Auswirkungen auf Flora und Fauna haben dürfte.

## Flora und Fauna

### Flora
Die heutige Flora von Lisianski entspricht höchstwahrscheinlich nicht oder nur zu einem geringen Anteil der ursprünglichen. Berichte aus dem 19. Jahrhundert lassen eine dichte, niedrig wachsende, buschige Vegetation vermuten, deren genaue Zusammensetzung nicht mehr nachzuvollziehen ist.:253:43 Eingeführte Kaninchen haben zu Beginn des 20. Jahrhunderts das Primärbiotop nahezu vollständig vernichtet. Die Botaniker der Tanager-Expedition der Smithsonian Institution berichteten im Jahr 1924, dass die Vegetation „äußerst dürftig [war], ein Flecken Gras am nördlichen Ende und ein paar andere spärlich verteilte Pflanzen waren alles, was man finden konnte“ (exceedingly poor, one patch of grass at the north end and a few other plants sparsely distributed being all that was to be found).:35
Nach der Ausrottung der Kaninchen hat sich die Vegetation erholt. Sie lässt sich heute in drei Zonen einteilen:
1. Die hinteren Strandbereiche sind mit niedrigen Sträuchern der auf den pazifischen Inseln weit verbreiteten Art Scaevola taccada bewachsen.
2. Die zum Inselinnern ansteigenden Bereiche werden dominiert von Tussocks der Grasart Eragrostis variabilis aus der Familie der Liebesgräser.
3. Im Bereich der Senke im Zentrum findet sich eine Pflanzengemeinschaft aus kriechend wachsenden Ziegenfuß-Prunkwinden (Ipomoea pes-caprae) und Tribulus cistoides mit Portulaca lutea, Sesuvium portulacastrum, dem Süßgras Lepturus repens und dem auf den Hawaii-Inseln verbreiteten Strauch Chenopodium oahuense in einer niedrig wachsenden Variante.

Endemische Pflanzen gibt es nicht (mehr).:36 Im Jahr 1844 pflanzte Kapitän Pell von der Holder Borden 80 Kokospalmen im Südosten der Insel an, sie haben nicht überlebt.

### Fauna
Lisianski beherbergt – wie die Nachbarinsel Laysan – eine große Anzahl von Seevögeln. Viele Arten können dort ungestört von Menschen und Prädatoren brüten, manche sind aber nur zeitweilige Besucher.
Die häufigsten Brutvögel sind::51–54
- Laysanalbatros (Phoebastria immutabilis, Syn.: Diomedea immutabilis)

- Boninsturmvogel (Pterodroma hypoleuca)

- Keilschwanz-Sturmtaucher (Puffinus pacificus) und Weihnachtssturmtaucher (Puffinus nativitatis)

- Rotschwanz-Tropikvogel (Phaethon rubricauda)

- Maskentölpel (Sula dactylatra) und Rotfußtölpel (Sula sula)

- Rußseeschwalbe (Onychoprion fuscatus, Syn.: Sterna fuscata)

- Braunnoddi (Anous stolidus) und Schlankschnabelnoddi (Anous tenuirostris)

sowie als Zugvögel, die auf Lisianski überwintern::198–140
- der Borstenbrachvogel (Numenius tahitiensis), der in der Tundra Alaskas brütet und im Herbst über mehr als 4000 Kilometer nonstop nach Lisianski und zu anderen tropischen Pazifikinseln fliegt

- außerdem Steinwälzer (Arenaria interpres), Sanderling (Calidris alba) und Wanderwasserläufer (Tringa incana, Syn.: Tringa incanus, Heteroscelus incanus).

An der Küste sind Mönchsrobben häufig, darunter auch die seltene Hawaii-Mönchsrobbe (Monachus schauinslandi). Grüne Meeresschildkröten (Chelonia mydas) suchen die Strände zur Eiablage auf. Beide Spezies gehören zu den bevorzugten Beutetieren der zwischen den nordwestlichen Hawaii-Inseln häufigen Tigerhaie.:75

## Geschichte

### Vorgeschichte
Lisianski war wahrscheinlich niemals dauerhaft von Polynesiern besiedelt. Reste von Bauwerken, wie zum Beispiel Zeremonial- oder Wohnplattformen, wurden bisher nicht gefunden. Auch die paläontologischen und archäologischen Grabungen von Alan C. Ziegler zwischen dem 10. Juni und dem 11. August 1990 erbrachten keine greifbaren Beweise für eine polynesische Besiedlung. Doch zweifellos war die Insel den Polynesiern bekannt, denn sie liegt in relativer Nähe zu den hawaiischen Hauptinseln. Die Polynesier waren exzellente Seefahrer und Navigatoren und unternahmen weite Reisen im Pazifik. Eine Wegstrecke von rund 1700 Kilometern von Hawaii (Big Island) nach Lisianski konnten sie mit ihren hochseetüchtigen Doppelrumpf-Kanus problemlos bewältigen.
Juri Lissjanski hat 1805 am Strand einen Flaschenkürbis mit einem Loch gefunden, vermutlich eine Kalebasse, aber das Relikt ist kein Beweis für eine Besiedlung, sondern  höchstwahrscheinlich von Wind und Wellen zur Insel getrieben oder von zeitweiligen Besuchern zurückgelassen worden.:250

### Entdeckung
Der erste Europäer, der die Insel Lisianski entdeckte, war der Leutnant der Kaiserlich Russischen Marine Juri Fjodorowitsch Lissjanski (russisch: Юрий Фёдорович Лисянский, auch Lisiansky, Lisyansky, Lissianski, Lisjanskij, Lisianskoj und andere Schreibweisen). Die erste russische Weltumseglung unter der Leitung von Adam Johann von Krusenstern mit der Fregatte Nadeschda und dem Begleitschiff Newa, befehligt von Juri Lissjanski, begann am 7. August 1803 und dauerte bis zum 19. August 1806. Die Schiffe fuhren jedoch zeitweilig getrennt. Auf der Etappe von Sitka nach Macau (wo die Schiffe wieder zusammentrafen), lief die Newa in der Nacht vom 15. zum 16. Oktober 1805 auf Grund. Bei Tagesanbruch entdeckte die Mannschaft in einer Meile Entfernung eine kleine, niedrige Insel. Lissjanski ließ die Newa von allen schweren Gegenständen entladen und die Mannschaft versuchte, das Schiff in tieferes Wasser zu ziehen. Am Abend des 17. Oktobers kam die Newa schließlich frei, konnte jedoch nicht sofort abfahren, da Windstille eintrat. Lissjanski nutzte die Flaute und betrat am folgenden Tag die Insel. Er fand „zahlreiche Vögel verschiedener Arten und Robben von enormer Größe“ ([...] found numerous birds of different kinds, and seals of an enormous size). Lissjanski ließ einen Pfahl in den Grund rammen und dort eine Flasche mit der Schilderung seiner Entdeckung der Insel vergraben ([...] fixed a high pole in the ground, and buried near it a bottle, containing a description of our discovery of this island).:250–256 Er war jedoch von seiner Entdeckung wenig begeistert, denn er schrieb:

„Diese Insel verspricht dem abenteuerlustigen Reisenden bei erster Gelegenheit nichts als sichere Gefahr und den fast unvermeidlichen Untergang.
This Island promises nothing to the adventurous voyager but certain danger in the first instance, and almost inevitable destruction.“

Lissjanski benannte die Insel nach sich selbst, „im Einverständnis mit dem einhelligen Wunsch meiner Mannschaft“ (in compliance with the unanimous wishes of my ship´s company). Dem Riff, auf dem sein Schiff havariert war, gab er den Namen „Newa“.:256 Als am 19. Oktober 1805 endlich Wind aufkam, segelte die Newa ab.
Am 3. April 1827 erreichte ein weiteres russisches Schiff, die Korvette Moller unter dem Kommando von Mikhail Nikolaevich Staniukovich (Михаил Николаевич Станюкович; auch Stanyukovich, Stanjukovič, Stanikowitsch) (1786–1869), die Insel Lisianski. Der Schiffsarzt und Naturforscher Karl Izembek (auch Carl Izenbeck, Isenbeck) betrat die kleine Insel und sammelte einige Vogelpräparate.

### Havarien
Das ausgedehnte Newa-Riff ist noch weiteren Schiffen zum Verhängnis geworden. Das Walfangschiff Holder Borden aus Fall River (Massachusetts) unter Kapitän Jabeth Pell lief in den frühen Morgenstunden des 12. April 1844 auf das Riff auf und nahm schnell Wasser. Bei Tageslicht fand man sich 4 oder 5 Meilen vor einer kleinen Sandinsel. Die Mannschaft kappte die Masten und entlud das Schiff von allen brauchbaren Gegenständen einschließlich der umfangreichen Ladung aus Spermöl. Alle kamen sicher an Land. Am Abend kippte das Schiff auf die Steuerbordseite und versank im vier Meter tiefen Wasser. Die Position, die Kapitän Pell ermittelte, war 26° 01´Nord und 174° 51´ West. Die Insel beschrieb er als baumlos und es gab keine Hinweise auf die Anwesenheit von Menschen. Die Männer fanden trinkbares Wasser, indem sie in der ehemaligen Lagune gruben und die Ghyben-Herzberg-Linse anschnitten. Sie ernährten sich von den zahlreichen Vögeln, Robben und Schildkröten, die sich leicht fangen ließen. Ohne Verzögerung ließ Kapitän Pell aus den noch brauchbaren Teilen des Schiffes einen kleinen Schoner bauen, der nach viereinhalb Monaten fertiggestellt war. Das Schiff mit Namen Hope (Hoffnung) wurde mit Fässern des wertvollen Spermöls beladen und Pell und fünf Matrosen segelten am 12. September 1844 ab. Sie kamen nach einer Fahrt von 23 Tagen sicher in Honolulu an. Aus dem Erlös des Schoners und des Spermöls konnte Kapitän Pell die amerikanische Brigg Delaware kaufen. Er segelte damit nach Lisianski, rettete die übrige Mannschaft und barg die restliche Ladung. Die Insel firmierte fortan auf mehreren zeitgenössischen Karten unter dem Namen „Pell´s Island“. Als der Schoner Manuokawai am 3. Mai 1857 auf Lisianski  landete und Kapitän John Paty Überreste des Lagers, ein Holzhaus und andere Artefakte der Holder Borden fand, war bewiesen, dass Pell´s Island mit Lisianski identisch ist.
Ein weiterer Walfänger, die Konohasset aus Sag Harbor (New York), havarierte in der Nacht zum 24. Mai 1846 am Riff vor Pell´s Island. Das Schiff lief innerhalb von zwei Stunden voll Wasser und kippte zur Seite. Die Mannschaft konnte sich auf die Insel retten und baute aus eigenem und noch vorhandenem Material der Holder Borden eine kleine Schaluppe, mit der Kapitän Soloman Worth, der Maat und vier Matrosen in 42 Tagen nach Honolulu segelten. Die restliche, auf der Insel verbliebene Besatzung wurde am 4. August 1846 mit dem hawaiischen Schoner Huahine evakuiert.
Im Auftrag des Königreiches Hawaii trat der Schoner Kamehameha V aus Honolulu 1872 eine zweimonatige Inspektionsreise durch den nordwestlichen Hawaii-Archipel an und erreichte am 24. Juli 1872 die Insel Lisianski. An der Westküste war deutlich sichtbar eine Leesegelspiere als Signalmast aufgerichtet. Dort entdeckte man auch ein an den Strand getriebenes, schwer beschädigtes Langboot, vertäut an zwei Wasserfässern, mit Resten eines Segels an einem provisorischen Mast. An der Südspitze lag das Wrack eines weiteren Beibootes am Strand und es waren Merkmale eines Lagers auszumachen, denn es lagen ein Enterhaken, Resten von Kleidung, einige Zimmermannswerkzeuge, eine Schachtel Hartbrot, drei Schachteln Crackers und einige Dosen Ananas herum. Außerdem stand dort ein aus Stangen und einem Leesegel gebautes Zelt. An der Nordostseite des Riffes, vier Meilen vor der Küste, war ein gestrandetes Schiff auszumachen und Kapitän Wood sandte ein Beiboot zur Erkundung aus. Nur noch die Steuerbordseite des Wracks ragte aus dem Wasser. Die Männer brachen die Kapitänskajüte auf, in der sie das Logbuch fanden. Anhand dessen ließ sich das Schiff als die deutsche Brig Wanderer aus Hamburg identifizieren. Der letzte Eintrag im Logbuch war vom 9. Mai 1872. Von der Besatzung fehlte jede Spur. Mit hoher Wahrscheinlichkeit dürfte das Wrack die Brig Wanderer mit 222 Tonnen, Kapitän Mahlmann, Heimathafen Hamburg, gewesen sein.
1887 strandete ein weiteres Schiff auf dem Newa-Riff. Die Bark Afton, die eine Ladung Kohle von New South Wales nach Kalifornien transportierte, lief am 13. April 1887 auf Grund und konnte nicht mehr geborgen werden. Kapitän Gilmour und die Mannschaft gaben das Schiff am 16. April auf und wollten mit den beiden 8 Meter langen Beibooten nach Honolulu fahren. Nachdem sie etwa 200 Kilometer Richtung Ost-Südost gesegelt waren, stellten sie fest, dass sie gegen den Nordost-Passat nicht ankamen und beschlossen umzukehren, um vor dem Wind nach Guam zu fahren. Trotz Wassermangels und obwohl der erste Maat unterwegs in einer Welle über Bord fiel und ertrank, erreichten die Boote schließlich die Insel Guam. Sie hatten in 29 Tagen rund 4500 Kilometer auf offener See zurückgelegt.

### Guano
Am 3. Mai 1857 landete der Schoner Manuokawai auf Lisianski und Kapitän John Paty, nahm „Liseanskey´s Island“ für das Königreich Hawaiʻi in Besitz. Er entdeckte Guano und glaubte, dass der kommerzielle Abbau lohnen könnte. Im Juni 1864 suchte Captain George Freeth aus Honolulu die Inseln Laysan und Lisianski auf, um die Guano-Vorkommen näher zu erkunden. Zusammen mit Charles N. Spencer pachtete er die Insel vom Königreich Hawaii. Die Rechte gingen 1893 auf die „North Pacific Phosphate and Fertilizer Company“ über, doch im Gegensatz zu Laysan wurde auf Lisianski kein Guano abgebaut. Ende 1907 beantragte der deutschstämmige Max Schlemmer bei der hawaiianischen Regierung die Pacht für Lisianski, erhielt diese jedoch erst am 8. Februar 1909, nachdem die „North Pacific Phosphate and Fertilizer Company“ ihre Rechte zum Jahresablauf 1908 zurückgegeben hatte.:135
Im Mai 1859 erreichte die hawaiische Bark Gambia, Kapitän Brooks, Lisianski während einer Inspektionsreise zu den nordwestlichen Hawaii-Inseln. An der Westküste fand die Mannschaft eine Notiz, hinterlassen am 27. April 1859 von dem Schiff San Diego, die die Inbesitznahme der Insel Lisianski für eine Gruppe aus San Francisco verkündete. Der Anspruch wurde jedoch nie geltend gemacht und blieb ohne Folgen.

### Federsammler
Im Fin de Siècle waren Hüte mit üppigem, möglichst exotischem Federschmuck in Mode gekommen. Das hatte zur Folge, dass zu Beginn des 20. Jahrhunderts mehrere pazifische Inseln – neben Lisianski zum Beispiel auch Laysan und Midway – von Federsammlern für den Modemarkt heimgesucht wurden. Die Bezeichnung „-sammler“ ist ein Euphemismus, denn die Vögel wurden in Massen grausam abgeschlachtet und ihnen die Flügel bei lebendigem Leibe abgetrennt. Max Schlemmer schloss einen Vertrag mit der Firma von Yamanouchi Genkichi, einer Gesellschaft für Tiefsee-Fischerei in Japan, der es ihr erlaubte, Phosphat, Guano und Produkte jeglicher Art von den Inseln Laysan und Lisiansky (“phosphate, guano and products of whatever nature from the islands of Laysan and Lisiansky”) abzuschöpfen.
Am 8. Januar 1904 kamen 38 Japaner mit der Yeiju Maru aus Tokio auf Lisianski an. Die Yeiju Maru lag vor der Insel vor Anker, riss sich aber während stürmischer See los und havarierte auf dem Riff. Im Februar brachte die Tiyo Maru weitere Japaner. 1898 hatten die Vereinigten Staaten Hawaii annektiert. Am 16. Juni 1904 kam der U.S. Revenue Kutter Thetis (der United States Revenue Cutter Service war der Vorläufer der U.S. Coast Guard) vor Lisianski an. Kapitän Hamlet fand ein Lager aus 4 Hütten vor mit 77 Japanern, außerdem 110 Säcke mit Vogelflügeln und 100 Kisten mit getrockneten Vögeln. Die Zahlen lassen auf über 200 000 getötete Vögel schließen.:26–27 Die Japaner wurden nach Honolulu gebracht, offenbar freiwillig, denn ihnen waren die Vorräte ausgegangen.
Die Nachricht von dem massenhaften Töten der Vögel auf den pazifischen Inseln hatte inzwischen auch Washington erreicht und engagierte Vogelschützer intervenierten. Am 3. Februar 1909 stellte Präsident Theodore Roosevelt die nordwestlichen, unbewohnten Hawaii-Inseln und Riffe, darunter auch Lisianski, als „Hawaiian Islands Bird Reservation“ unter Schutz, um das Wildern der Seevögel zu unterbinden. Franklin D. Roosevelt unterzeichnete am 25. Juli 1940 die „Presidential Proclamation No. 2416“, mit der er den Schutz auf alle Wildtiere erweiterte und den Namen des Reservats in „Hawaiian Islands National Wildlife Refuge“ änderte.
Trotz des Verbotes kamen mindestens zwei weitere Gruppe von Federsammlern nach Lisianski. 1910 lief die Thetis zu einer weiteren Patrouillenfahrt aus. Kapitän William Jacobs setzte am 19. Januar 1910 eine bewaffnete Bootsmannschaft auf Lisianki ab. Die Männer verhafteten mehrere Japaner und stellten zahlreiche Säcke mit geschätzten 140 000 Vogelschwingen sicher. Die Crew der Thetis fand eine Siedlung mit Hütten aus Bambus und geflochtenen Matten, die als Schlafplätze, Küche und Lager für die Beute dienten.:28
Irgendwann vor 1914 hat man Kaninchen auf Lisianski eingeführt. Wer dafür verantwortlich ist, ist nicht restlos geklärt, wahrscheinlich war es Max Schlemmer.:192 Unkontrolliert und ohne natürliche Feinde vermehrten sich die Tiere innerhalb kürzester Zeit exponentiell und vernichteten fast die gesamt Vegetation.

„Die Avifauna ist zweifellos artenärmer als auf der Insel Laysan. Die eingeführten Kaninchen haben die wahrscheinlich nie sehr üppige Flora geradezu ausgerottet […]. Es ist nahezu unmöglich die vollständige Vernichtung der Vegetation zu begreifen [und] jetzt werden die übrig gebliebenen Kaninchen (wir fanden viele tote, aber nur sehr wenig lebende) verhungern.
Without doubt the avi-fauna is poorer in species than on Laysan Island. The rabbits introduced have just exterminated the flora, probably never very luxuriant […]; it is almost impossible to realize the complete extermination of the vegetation; now the rest of these rabbits (we found many dead but very few living ones) will have to submit to starvation.“

### Wissenschaftler
In den Folgejahren kontrollierte die Thetis die nordwestlichen Hawaii-Inseln regelmäßig und brachte dabei auch Wissenschaftler nach Lisianski, zum Beispiel im März 1913 die Ornithologen Alfred Marshall Bailey und George Willett (1879–1945). Da der Bestand der Laysan-Ralle (Zapornia palmeri, Syn.: Porzana palmeri) durch den Guano-Abbau auf Laysan bedroht war, brachten sie 45 Exemplare der seltenen Art nach Lisiansky. Die Vögel hatten aber auf der von den Kaninchen verwüsteten Insel keine Überlebenschance.:137
Im Jahr 1923 vereinbarten die US Navy, das Bernice P. Bishop Museum und das U.S. Bureau of Biological Survey gemeinsam eine gründliche Erforschung der nordwestlichen Hawaii-Inseln, die in insgesamt fünf Expeditionen in den Jahren 1923 und 1924, den sogenannten Tanager-Expeditionen (Tanager Expeditions), mündete. Der Minensucher USS Tanager (AM-5) erreichte am 15. Mai 1923 Lisianski und ein Teil der Forscher blieb mit dem Ornithologen Alexander Wetmore bis zum 20. Mai in einem Zeltlager an der Westküste. Das Schiff mit den übrigen Expeditionsteilnehmern fuhr am selben Tag weiter zum Pearl-und-Hermes-Atoll.
1931 wurde Lisianski zweimal von der USC&GS Pioneer, einem Forschungsschiff des U.S. Coast and Geodetic Survey besucht. Vorrangiges Ziel war die Vermessung des Newa-Riffes. Beim ersten Besuch vom 16. bis 28. August hat man auf der Insel eine Reihe von Kasuarinen gepflanzt, die Bäume haben auf Dauer nicht überlebt.
Während des Pazifikkrieges wurde eine Seemine am südöstlichen Strand angeschwemmt. Am 14. Oktober 1943 erreichte der Minensucher USS Rhea (AMS-52) unter Captain Gentry Lisianski und die Mannschaft konnte die Mine unschädlich machen.:31–32
Im März 1961 setzte das Landungsschiff USS Duval County (LST-758) eine Gruppe von Soldaten für zwei Monate auf Lisianski ab, die ein Lager aus vier Zelten und einen hölzernen Antennenmast im Rahmen der Operation HIRAN (High Range Air Navigation) für die U.S. Air Force errichteten.
Von 1963 bis 1969 wurde die Insel regelmäßig, oft mehrmals im Jahr, von Mitarbeitern des Pacific Ocean Biological Survey Programmes (POBSP) der Smithsonian Institution und des US Verteidigungsministeriums (Department of Defense) aufgesucht. Die Besuche dienten der Kontrolle der Schutzgebiete, vor allem des Betretungsverbots. Die begleitenden Forscher zählten und beringten Vögel und erhoben Daten über die saisonalen Schwankungen im Bestand sowie die Reproduktionsrate.
Heute gehört Lisianski zum Papahānaumokuākea Marine National Monument, dem größten Meeresschutzgebiet der Erde.

## Verwaltung

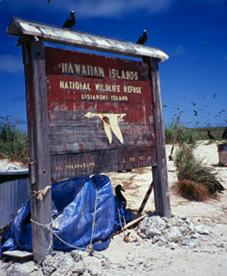
Hinweistafel des U.S. Fish & Wildlife Service

Lisianski gehört zur City and County of Honolulu im US-Bundesstaat Hawaii. Wie die anderen unbewohnten nordwestlichen Hawaii-Inseln ist sie Teil des Papahānaumokuākea Marine National Monuments, des größten Meeresschutzgebietes der Erde. Dessen Verwaltung liegt in der Verantwortung von vier Treuhändern: dem Bundesstaat Hawaii, dem United States Fish and Wildlife Service (USFWS), der National Oceanic and Atmospheric Administration (NOAA) und dem Office of Hawaiian Affairs (OHA), einer selbstverwalteten Körperschaft des Staates Hawaii.
Die Insel ist unbewohnt. Es gibt keine Verkehrsverbindungen dorthin und das Betreten bedarf der Erlaubnis, die nur für wissenschaftliche Zwecke erteilt wird. Gelegentlich passieren Kreuzfahrtschiffe die Insel in sicherer Entfernung, das Anlanden von Passagieren ist verboten.

## Name
Von dem Inselnamen „Lisianski“ gibt es – vorwiegend auf älteren Karten – unterschiedliche Schreibweisen: Liseanskey´s Island, Lisiansky, Lysianski. Das United States Board on Geographic Names hat am 1. Oktober 1924 den amtlichen Namen für die Insel mit „Lisianski“ (in dieser Schreibweise) festgelegt.:191
Anlässlich einer in den letzten Jahren entstandenen Bewegung zur Erhaltung und Erneuerung traditioneller hawaiischer Kultur beabsichtigt man die Wiedereinführung der mündlich tradierten, „alten“ Inselnamen. Für Lisianski sind zwei hawaiische Namen bekannt, die als traditionell gelten: Ka-pou oder Kapou und Papa‘āpoho. Kapou ist eine Nominalphrase in der Bedeutung von Pfosten, Pfahl, Säule oder Stiel. Papa‘āpoho setzt sich zusammen aus dem Begriff Papa (pa'-pa), der eine ebene Oberfläche oder Landfläche bezeichnet, und Poho (pō'-ho) mit der Bedeutung einer flachen Vertiefung oder Mulde. So übersetzt würde der Name ziemlich genau auf Lisianski als einer flachen Insel mit einer leichten Depression in der Mitte zutreffen.
2017 erhielt das „Hawaiian Language Lexicon Committee“ (Kōmike Huaʻōlelo) der University of Hawaiʻi at Hilo den Auftrag, traditionelle Namen für die Hawaii-Inseln festzulegen. Das Komitee wurde 1987 gegründet, um Wörter für Begriffe zu finden, die den Ureinwohnern unbekannt waren. Die Ausschussmitglieder, meist ältere, hawaiische Muttersprachler, einigten sich auf den hawaiischen Namen Papa‘āpoho für die Insel Lisiansky.
Der Name Pell´s Island, der auf einigen älteren Karten zu finden ist, stammt von Kapitän Jonathan Pell vom Walfangschiff Holder Borden aus Fall River, das 1844 vor Lisianski havarierte (→ siehe Geschichte).
Drake´s Island, ein Name, der gelegentlich auch auftaucht, geht von der falschen Annahme aus, der Freibeuter Francis Drake habe die Insel während seiner Weltumsegelung von 1577 bis 1580 entdeckt.
Benjamin Morrell erwähnt zwei andere Namen:

„Wednesday, the 6th, when we landed on the west side of Lisiansky Island, which lies in lat. 25° 59′ N., long. 173° 44′ W. It is sometimes called Lassion's and sometimes Neavas's Island.
Mittwoch, den 6. [Juli 1825], als wir auf der Westseite der Lisiansky-Insel landeten, die bei 25° 59′ N und 173° 44′ W liegt. Sie wird manchmal Lassion´s und manchmal Neava´s Island genannt.“

Die Namen sind wahrscheinlich Entstellungen von Lisiansky und Newa (bzw. Neva), die sich auf einigen alten Karten wiederfinden.
Weitere Namen erwähnt Alexander George Findlay in seinem Navigationshandbuch von 1851: Laskar und Lasan Rys, beides wohl ebenfalls Entstellungen des ursprünglichen Namens.